# Schlacht von Nokshiq
Die Schlacht von Nokshiq (albanisch Beteja e Nokshiqit; bosnisch Boj na Nokšiću) am 4. Dezember 1879 war ein bewaffneter Kampf zwischen der Armee des jungen Fürstentums Montenegro und den inoffiziellen Truppen der Liga von Prizren, die gegen die Abtretung von Gebieten, die von Albanern bewohnt wurden, an neu entstandene bzw. vergrößerte Nachbarstaaten des Osmanischen Reichs kämpften. Die Schlacht ist ein von der albanischen Seite zum Mythos stilisierter Teil eines von Ende Oktober 1879 bis Januar 1880 andauernden Grenzkonflikts.
Beim Berliner Kongress wurde das Gebiet von Plav und Gusinje an Montenegro zugesprochen. In der Folge formierten sich in Plav albanische Widerstandskämpfer, die sich – am Schluss erfolgreich – gegen eine Eroberung des Gebiets durch die Montenegriner wehrten.

## Ausgangslage
Nach dem Berliner Vertrag im Juli 1878 zogen sich die osmanischen Truppen aus dem Gebiet von Plav und Gusinje zurück, das daraufhin von albanischen Widerstandskämpfern der Liga von Prizren besetzt wurde. Die Albaner kamen hauptsächlich aus West-Kosovo und aus der Region von Plav, aber auch aus vielen anderen Gebieten Nordalbaniens und Kosovos. Die Großmächte – vor allem das Russische Kaiserreich – unterstützten die Bemühungen Montenegros, die Gebiete einzunehmen. Die Liga hingegen hatte keinerlei internationale Unterstützung.

## Verlauf
Nachdem die Truppen von Montenegro sich Ende Oktober 1879 im Grenzgebiet mit einer ca. 6000 Mann starken Armee positioniert hatten, standen sie rund 4800 Albanern der Liga – nach anderen Quellen 6000 bis 15.000 Kämpfern – gegenüber. Die osmanisch-montenegrinische Grenze, die in dieser Region mehrheitlich durch das Gebirge verläuft, konnte von den Truppen nur durchs Tal des Flusses Lim überschritten werden. Beim Ort Nokšić (heute Novšiće) wenige Kilometer nördlich von Plav verengt sich das Tal zwischen den hohen Bergen. Oberster Befehlshaber der montenegrinischen Truppen war König Nikola I., der seinen General Mark Milani damit beauftragt hatte, das Gebiet von Plav und Gusinje einzunehmen. Die Albaner standen unter der Führung von Ali Pascha Gucia, einem lokalen Adligen.
Es gab immer wieder kleinere Provokationen durch die montenegrinische Seite, ehe diese am 4. Dezember 1879 in einem durch Theodor Milani geleiteten Angriff auf die albanischen Stellungen mündeten. Bei dem Gefecht bekämpften sich bis zu 4000 Mann der montenegrinischen Seite und 2000 Mann aus den Reihen der Liga. Die Schlacht, welche im Nahkampf entschieden wurde, endete mit einer Niederlage für die Montenegriner, welche bis dahin nicht mal von osmanischen Truppen besiegt werden konnten.
Nachdem die Truppen Montenegros geschlagen wurden, zogen sich die Albaner wieder in ihre Gebiete zurück, um so nochmals zu verdeutlichen, dass die Liga keinerlei Gebietsansprüche auf ihre Nachbarländer habe, jedoch entschlossen sei, das zu behalten, was den Albanern gehöre. Die Kämpfe an der Grenze dauerten noch bis in den Januar 1880 an: Insbesondere Anfang Januar kam es erneut zu schweren Kämpfen, welche die Albaner durch einen Scheinangriff für sich entscheiden konnten.

## Folgen
Die Region Plava und Gucia musste vorerst nicht an Montenegro abgetreten werden und blieben bis zur Londoner Konferenz von 1912 unabhängig sowohl von Montenegro als auch vom Osmanischen Reich. Nachdem Mark Milani im ersten Anlauf gescheitert war, erbat er beim König, es nochmals probieren zu dürfen. Der König lehnte dies jedoch ab und beschloss daraufhin, von den Großmächten als Kompensation andere Gebiete für Plava und Gucia zu verlangen. Gegen den Widerstand der Albaner erhielt Montenegro in der Folge den Küstenstreifen um Ulqin und Tivar zugesprochen. Doch bei Ulqin dauerte es über ein Jahr, bis Montenegro die Stadt von den Osmanen erhielt, welche sie vorher von den lokalen Albanern zu erobern versucht hatten.
Als Folge der Balkankriege wurden Plava und Gucia 1913 im Frieden von London doch noch Montenegro zugesprochen.
Nach der Übernahme dieser Gebiete durch Montenegro wurde versucht, die albanische Bevölkerung mit Zwang zu assimilieren und jene die nicht ihren Namen und Glauben geändert hatten, wurden auf den Höhen von Previ beim Massaker von Previ getötet. Durch weitere Diskriminierungen und anderen Repressalien leben heute nur noch rund 20 % Albaner in der Region.

## Kämpfer, Mythen und Nachruhm
Die Schlacht und die meisten der Kämpfer werden von den Nordalbanern in Liedern besungen. Sie ist auch Thema diverser Lieder von Gjergj Fishtas Epos Lahuta e Malcís.